# Dicyrtoma melitensis
Dicyrtoma melitensis is een springstaartensoort uit de familie van de Dicyrtomidae. De wetenschappelijke naam van de soort is voor het eerst geldig gepubliceerd in 1957 door Stach.